# The Sixth Decade: From Paris to Paris
The Sixth Decade: From Paris to Paris (Live at Sons d’hiver) ist ein Jazzalbum des Art Ensemble of Chicago. Die am 7. Februar 2020 im Maison des Arts de Créteil, Créteil, als Teil des „Festival Sons d’hiver“ entstandenen Aufnahmen erschienen am 20. Januar 2023 auf RogueArt.

## Hintergrund
Bei seiner Gründung im Jahr 1969 war das Art Ensemble of Chicago ein Quartett: Roscoe Mitchell und Joseph Jarman an den Saxophonen, Lester Bowie an der Trompete, Malachi Favors am Bass. Ein Jahr später kam der Perkussionist Famoudou Don Moye hinzu, und das war die Besetzung, mit gelegentlichen Gästen (Bowies Frau Fontella Bass (Gesang), Muhal Richard Abrams oder Cecil Taylor am Piano), die bis zu Bowies Tod 1999 bestand; Favors starb 2004. Jarman verließ die Gruppe im Jahr 1993, kehrte dann ein Jahrzehnt später zurück, zog sich aber schließlich von der Musik zurück; er starb 2019. Seit 2017 wird die Gruppe, zu der noch Hugh Ragin, Tomeka Reid, Junius Paul und Jaribu Shahid gehören, von Mitchell und Moye gemeinsam geleitet, wobei eine Vielzahl von Gastmusikern bei verschiedenen Gelegenheiten die Besetzung vervollständigen. Für ein New Yorker Konzert im Jahr 2017 kehrte Jarman einmalig zurück.
Im Februar 2020 trat eine sehr große Version des Art Ensemble in Paris (beim Son d’Hiver Festival) auf, wo die Gruppe ihren Anfang genommen hatte. Diese Besetzung besteht aus 20 Personen, darunter auch Nicole Mitchell an der Flöte; des Weiteren traten zwei Sänger, ein Tubist/Posaunist und ein Pianist auf, außerdem Streicher, Silvia Bolognesi als weitere Bassistin, vier Perkussionisten und Moor Mother, die ihre Gedichte deklamierte.

## Titelliste
- The Art Ensemble of Chicago: The Sixth Decade – From Paris to Paris (Live at Sons D’Hiver) (Rogueart ROG-0123)[2]

CD 1
1. Leola (Roscoe Mitchell) 9:59
2. Introduction to Cards (Roscoe Mitchell) 7:34
3. Cards (Roscoe Mitchell) 2:03
4. Improvisation One (Famoudou Don Moye, Roscoe Mitchell) 3:56
5. Ritual “Great Black Music” (Dudù Kouaté) 3:01
6. Kumpa (Dudù Kouaté) 2:47
7. Stormy Weather (Famoudou Don Moye, Roscoe Mitchell; Text: Moor Mother) 3:12
8. New Coming (Famoudou Don Moye, Roscoe Mitchell; Text: Moor Mother) 5:50
9. Jigiba (Traditional) 1:38
10. I Feel Like Dancing (Famoudou Don Moye, Roscoe Mitchell; Text: Moor Mother) 2:39
11. Bulawayo Korokokoko (Traditional) 3:10

CD 2
1. We Are on the Edge (Famoudou Don Moye, Roscoe Mitchell; Text: Moor Mother) 7:46
2. Variations and Sketches from The Bamboo Terrace (Roscoe Mitchell) 9:21
3. I Greet you with Open Arms (Famoudou Don Moye, Roscoe Mitchell; Text: Moor Mother) 7:32
4. Funky AECO (Famoudou Don Moye, Joseph Jarman, Lester Bowie, Malachi Favors, Roscoe Mitchell) 7:18
5. Odwalla (Roscoe Mitchell) 10:31
6. Improvisation Two (Famoudou Don Moye, Roscoe Mitchell) 12:56

## Rezeption

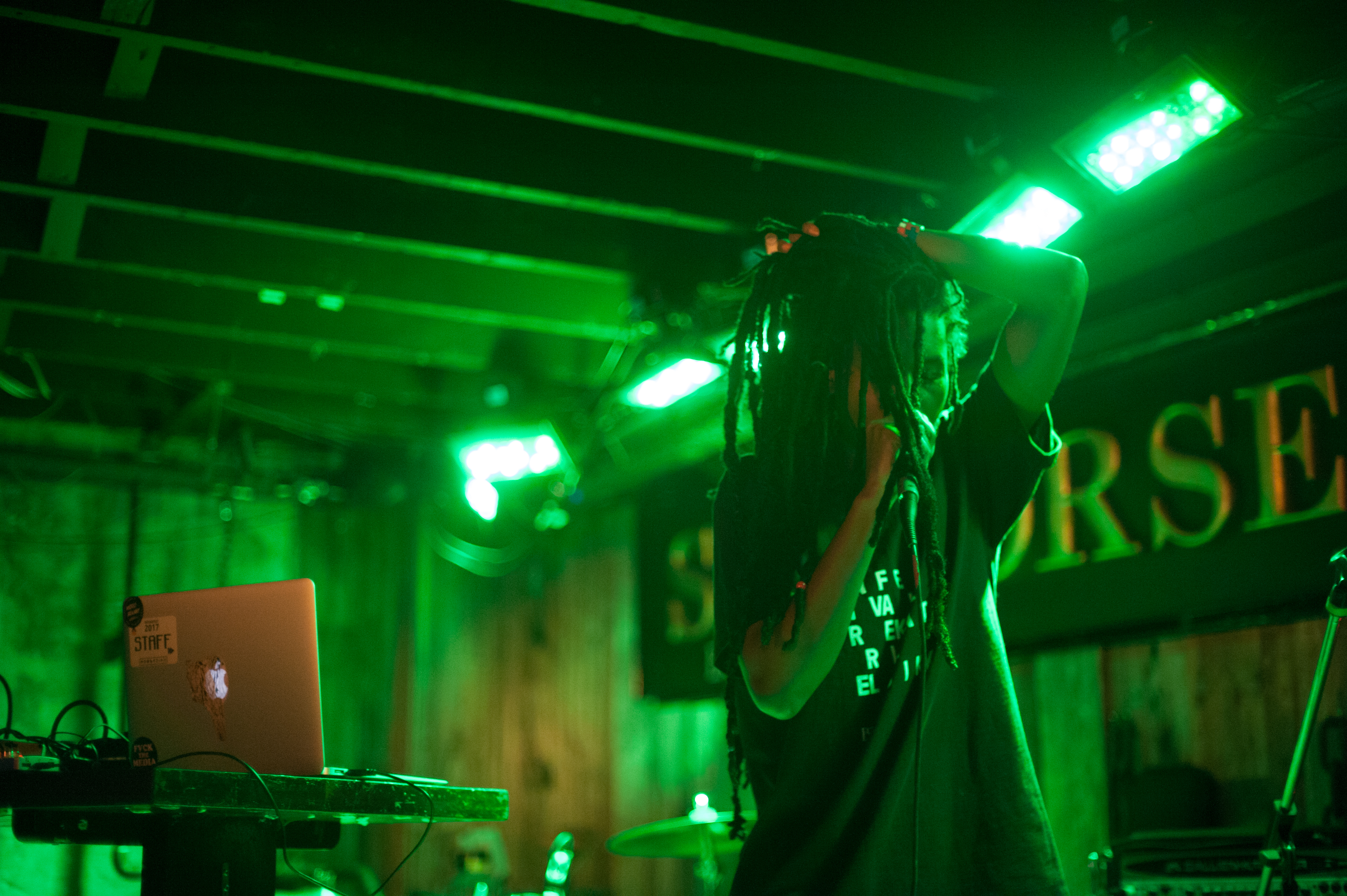
Moor Mother bei einem Auftritt in der Seahorse Tavern in Waterford (Irland) 2017

Auf der ersten CD habe die Perkussion Vorrang, wie es in der langen Karriere des Ensembles der Fall war, schrieb Michael Toland (The Big Takeover) – eine Anwendung und ein Ausdruck von Rhythmus, der der Hauptbaustein dessen ist, was die Band „Great Black Music“ nennt. Natürlich würden auch andere Instrumente ihre Präsenz zeigen – nicht überraschend für ein erweitertes Aggregat, zu dem hochkarätige Jazzmusiker wie die Flötistin Nicole Mitchell, die Cellistin Tomeka Reid, der Trompeter Hugh Ragin und die Bassisten Jaribu Shahid und Junius Paul gehören, aber die prominenteste der zweiten Reihe sei Moor Mother, die äußerst talentierte Dichterin/Rapperin, deren eigene Free-Jazz-Sensibilität zum Ensemble passe, als wäre sie schon immer Mitglied gewesen. Auf der zweiten CD würden die Melodieinstrumente wieder in den Vordergrund kommen; Bläser und Streicher treiben die ersten beiden Stücke „We Are on the Edge“ und „Variations and Sketches from the Bamboo Terrace“ an. „Auf der einen Seite könnten wir alle Musikgruppen nennen, die so umfangreich und ambitioniert sind wie das Art Ensemble of Chicago, so Tolands Resümee. Es sei aber beruhigend zu hören, dass die Gruppe zu Beginn des Jahrzehnts nichts von ihrem Streben verloren hat, zu erforschen, zu verwirren und zu inspirieren“.
Philip Freeman zählte das Album zu den besten Neuerscheinungen des Monats; bei dem von ihm vorgestellten Stück „New Coming“ würden die Streicher einen aufgewühlten Groove im Loft-Jazz-Stil erzeugen, „die Celli und Bässe hüpfen wie eine Geige, die kratzt und steigt; dann, wenn Piano und Percussion kommen, ist es wie eine Welle, die über das Land fegt, und Moor Mother beginnt ihre Beschwörung, ein Gebet an und von und über die Jazzgeschichte, während die anderen beiden Sänger hinter ihr wortlos klagen und die Bläser plätschern und stöhnen.“
Dieses weitläufige Doppelalbum stelle so etwas wie eine Siegesrunde für das wiederbelebte Art Ensemble of Chicago dar, schrieb Peter Margasak in The Quietus, und damit folge diese Performance dem 2018 vorangegangenen We Are on the Edge: A 50th Anniversary Celebration, der Verwandlung der Gruppe in eine Art Orchester. Das Repertoire wechsle zwischen älteren und neueren Stücken, aber in typischer Weise freue sich Mitchell nur darauf, Klassiker wie „Leola“ mit einer ominösen Rezitation von Moor Mother oder sein frühes Spielstück „Cards“ erneut zu darzubieten. Angesichts der Ensemblegröße und des breiten stilistischen Terrains – Operngesang, traditionelle afrikanische Themen, Funk-Grooves – sei es eine etwas klumpige Angelegenheit, aber meistens zeuge die Musik von Mitchells anhaltender Bedeutung und seinem Einfluss auf so viele, die ihm gefolgt sind.
A.D. Amorosi schrieb in JazzTimes, es sei passend, dass das erfrischte, lärmende Art Ensemble of Chicago an den Schauplatz seiner ersten Free-Jazz-Taten – Paris – (1969) zurückgekehrt sei, um die Früchte seines neu rekonstruierten dekonstruktivistischen Modells zu ernten. Mit opernhaftem Kunstgesang, Vogelgezwitscher, rasenden Dissonanzen, wackeliger Komplexität und Kammerjazz-Räumlichkeit aus allen Nähten quellend, sei The Sixth Decade ein opulentes, lebendiges und hartnäckiges Juwel. Aus der Vergangenheit („Odwalla“, „Funky AECO“) schöpfend und spontan neue Geschichte schreibend, swinge die Band mit der heiligen Rolle der Götter und interagiere ethno-polyrhythmisch.